# Danh sách nhà vô địch bóng đá Việt Nam
Các nhà vô địch bóng đá Việt Nam là những nhà vô địch hàng năm của giải đấu hàng đầu trong hệ thống giải đấu bóng đá Việt Nam. Sau quá trình chuẩn bị, vào năm 1989, Liên đoàn bóng đá Việt Nam (VFF) đã được thành lập với tư cách là tổ chức quản lý các hoạt động bóng đá trong nước, trong đó có các giải bóng đá cấp quốc gia. Đến năm 2011, sau những mâu thuẫn giữa một nhóm câu lạc bộ với VFF, Công ty Cổ phần Bóng đá chuyên nghiệp Việt Nam (VPF) đã ra đời, thay thế vai trò của VFF trong việc tổ chức và điều hành các giải bóng đá chuyên nghiệp quốc gia.
Trước đó, bóng đá Việt Nam đã có lịch sử trải dài từ năm 1896, khi môn thể thao này được người Pháp du nhập đầu tiên vào Sài Gòn, sau đó dần được lan rộng ra các tỉnh Bắc Kỳ và Trung Kỳ. Từ sau năm 1954, do tình hình chia cắt đất nước, nền bóng đá Việt Nam bị phân tách thành hai miền với hai hệ thống bóng đá cùng tồn tại độc lập với nhau. Việt Nam Dân chủ Cộng hòa bắt đầu tổ chức giải vô địch bóng đá đầu tiên với tên gọi Giải bóng đá Hòa Bình vào năm 1955, sau đó một năm đổi tên thành Giải bóng đá hạng A miền Bắc. Trong khi đó, Việt Nam Cộng hòa được ghi nhận cũng có giải đấu quốc nội riêng, với các trận đấu đã bắt đầu ít nhất từ năm 1961. Sau khi đất nước thống nhất trở lại vào năm 1975, các giải vô địch bóng đá trong nước đã được phân hoạch theo ba khu vực và diễn ra trong giai đoạn từ 1976 đến 1979, bao gồm giải Hồng Hà ở miền Bắc, giải Trường Sơn ở miền Trung và giải Cửu Long ở miền Nam. Trên cơ sở đó, Tổng cục Thể dục thể thao đã đi đến quyết định tổ chức một giải bóng đá trên quy mô toàn quốc, bắt đầu từ năm 1980 với tên gọi Giải bóng đá A1 toàn quốc; đây được xem là cột mốc đánh dấu sự ra đời của Giải bóng đá Vô địch Quốc gia (V.League 1) hiện nay. Nhà vô địch đầu tiên của giải đấu là Tổng cục Đường sắt, đội đã kết thúc mùa giải với thành tích bất bại.
Số lượng đội bóng tham gia giải đấu tăng dần cho đến năm 1989, khi có tới 32 đội bước vào mùa giải phân hạng nhằm chọn ra 18 đội đạt đẳng cấp "đội mạnh", làm tiền đề cho sự hình thành của Giải bóng đá Các đội mạnh Toàn quốc vào năm 1990 (được biết đến với tên Giải bóng đá hạng Nhất quốc gia từ năm 1997). Sau một mùa giải không được tổ chức và được thay thế bằng giải tập huấn vào năm 1999, mùa giải 1999–00 trở thành mùa giải hạng Nhất cuối cùng trước khi 10 đội bóng đứng đầu được tách ra và thi đấu ở một hạng đấu mới theo mô hình chuyên nghiệp.

## Thống kê theo mùa giải

### Các đội đoạt huy chương
| Chú giải | Chú giải                           |
| -------- | ---------------------------------- |
| *        | Đội vô địch với thành tích bất bại |
| dagger   | Đội giành cú đúp quốc nội          |
| ‡        | Đội giành cú ăn ba quốc nội        |

Lưu ý: Phần in nghiêng thể hiện mùa giải không được tổ chức/bị hủy/chỉ mang tính chất tập huấn
| Mùa giải                                                | Vô địch                       | Á quân                               | Hạng ba                                 |
| ------------------------------------------------------- | ----------------------------- | ------------------------------------ | --------------------------------------- |
| Giải bóng đá A1 toàn quốc (1980–1989)                   |                               |                                      |                                         |
| 1980                                                    | Tổng cục Đường sắt*           | Công an Hà Nội                       | Hải quan                                |
| 1981–82                                                 | Câu lạc bộ Quân đội           | Quân khu Thủ đô                      | Công an Hà Nội                          |
| 1982–83                                                 | Câu lạc bộ Quân đội (2)       | Hải quan                             | Cảng Hải Phòng                          |
| 1984                                                    | Công an Hà Nội                | Câu lạc bộ Quân đội                  | Sở Công nghiệp Thành phố Hồ Chí Minh    |
| 1985                                                    | Công nghiệp Hà Nam Ninh*      | Sở Công nghiệp Thành phố Hồ Chí Minh | Câu lạc bộ Quân đội                     |
| 1986                                                    | Cảng Sài Gòn                  | Câu lạc bộ Quân đội                  | Hải quan                                |
| 1987                                                    | Câu lạc bộ Quân đội (3)       | Công nhân Quảng Nam – Đà Nẵng        | An Giang                                |
| 1988                                                    | Mùa giải không được tổ chức   | Mùa giải không được tổ chức          | Mùa giải không được tổ chức             |
| 1989                                                    | Đồng Tháp                     | Câu lạc bộ Quân đội                  | Công an Hà Nội                          |
| Giải bóng đá Các đội mạnh Toàn quốc (1990–1996)         |                               |                                      |                                         |
| 1990                                                    | Câu lạc bộ Quân đội (4)       | Công nhân Quảng Nam – Đà Nẵng        | An Giang                                |
| 1991                                                    | Hải quan                      | Công nhân Quảng Nam – Đà Nẵng        | Công an Hải Phòng                       |
| 1992                                                    | Công nhân Quảng Nam – Đà Nẵng | Công an Hải Phòng                    | Câu lạc bộ Quân đội và Sông Lam Nghệ An |
| 1993–94                                                 | Cảng Sài Gòn (2)              | Công an Thành phố Hồ Chí Minh        | Câu lạc bộ Quân đội                     |
| 1995                                                    | Công an Thành phố Hồ Chí Minh | Thừa Thiên Huế                       | Cảng Sài Gòn                            |
| 1996                                                    | Đồng Tháp (2)                 | Công an Thành phố Hồ Chí Minh        | Sông Lam Nghệ An                        |
| Giải bóng đá hạng Nhất Quốc gia (1997–2000)             |                               |                                      |                                         |
| 1997                                                    | Cảng Sài Gòn (3)              | Sông Lam Nghệ An                     | Lâm Đồng                                |
| 1998                                                    | Câu lạc bộ Quân đội (5)       | Sông Lam Nghệ An                     | Công an Thành phố Hồ Chí Minh           |
| 1999                                                    | Sông Lam Nghệ An              | Công an Hà Nội                       | Đà Nẵng                                 |
| 1999–00                                                 | Sông Lam Nghệ An              | Công an Thành phố Hồ Chí Minh        | Công an Hà Nội                          |
| Giải bóng đá Vô địch Quốc gia Chuyên nghiệp (2000–2003) |                               |                                      |                                         |
| 2000–01                                                 | Sông Lam Nghệ An (2)          | Nam Định                             | Thể Công                                |
| 2001–02                                                 | Cảng Sài Gòn (4)              | Sông Lam Nghệ An                     | Ngân hàng Đông Á                        |
| 2003                                                    | Hoàng Anh Gia Lai             | Gạch Đồng Tâm Long An                | Nam Định                                |
| Giải bóng đá Vô địch Quốc gia (2004–nay)                |                               |                                      |                                         |
| 2004                                                    | Hoàng Anh Gia Lai (2)         | Sông Đà Nam Định                     | Gạch Đồng Tâm Long An                   |
| 2005                                                    | Gạch Đồng Tâm Long An         | Đà Nẵng                              | Bình Dương                              |
| 2006                                                    | Gạch Đồng Tâm Long An (2)     | Bình Dương                           | PISICO Bình Định                        |
| 2007                                                    | Becamex Bình Dương            | Đồng Tâm Long An                     | Hoàng Anh Gia Lai                       |
| 2008                                                    | Becamex Bình Dương (2)        | Đồng Tâm Long An                     | Xi măng Hải Phòng                       |
| 2009                                                    | SHB Đà Nẵng (2)               | Becamex Bình Dương                   | Sông Lam Nghệ An                        |
| 2010                                                    | Hà Nội T&T                    | Xi măng Hải Phòng                    | Tập đoàn Cao su Đồng Tháp               |
| 2011                                                    | Sông Lam Nghệ An (3)          | Hà Nội T&T                           | SHB Đà Nẵng                             |
| 2012                                                    | SHB Đà Nẵng (3)               | Hà Nội T&T                           | Sài Gòn Xuân Thành                      |
| 2013                                                    | Hà Nội T&T (2)                | SHB Đà Nẵng                          | Hoàng Anh Gia Lai                       |
| 2014                                                    | Becamex Bình Dương (3)        | Hà Nội T&T                           | Thanh Hóa                               |
| 2015                                                    | Becamex Bình Dương‡ (4)       | Hà Nội T&T                           | FLC Thanh Hóa                           |
| 2016                                                    | Hà Nội T&T (3)                | Hải Phòng                            | SHB Đà Nẵng                             |
| 2017                                                    | Quảng Nam                     | FLC Thanh Hóa                        | Hà Nội                                  |
| 2018                                                    | Hà Nội (4)                    | FLC Thanh Hóa                        | Sanna Khánh Hòa Biển Việt Nam           |
| 2019                                                    | Hà Nội‡ (5)                   | Thành phố Hồ Chí Minh                | Than Quảng Ninh                         |
| 2020                                                    | Viettel (6)                   | Hà Nội                               | Sài Gòn                                 |
| 2021                                                    | Mùa giải bị hủy do COVID-19   | Mùa giải bị hủy do COVID-19          | Mùa giải bị hủy do COVID-19             |
| 2022                                                    | Hà Nội‡ (6)                   | Hải Phòng                            | TopenLand Bình Định                     |
| 2023                                                    | Công an Hà Nội (2)            | Hà Nội                               | Viettel                                 |
| 2023–24                                                 | Thép Xanh Nam Định (2)        | MerryLand Quy Nhơn Bình Định         | Hà Nội                                  |
| 2024–25                                                 | Thép Xanh Nam Định (3)        | Hà Nội                               | Công an Hà Nội                          |

### Bảng tổng sắp huy chương
| Hạng | Câu lạc bộ                           | Thành tích với các phiên hiệu khác nhau                                                              | Vô địch | Á quân | Hạng ba |
| ---- | ------------------------------------ | --- | ------- | ------ | ------- |
| 1    | Hà Nội (2006)                        | Hà Nội T&T (3,4,0) Hà Nội (3,3,2)                                                                    | 6       | 7      | 2       |
| 2    | Thể Công                             | Câu lạc bộ Quân đội (5,3,3) Thể Công (0,0,1) Viettel (1,0,1)                                         | 6       | 3      | 5       |
| 3    | Becamex Thành phố Hồ Chí Minh        | Bình Dương (0,1,1) Becamex Bình Dương (4,1,0)                                                        | 4       | 2      | 1       |
| 4    | Thành phố Hồ Chí Minh                | Cảng Sài Gòn (4,0,1) Thành phố Hồ Chí Minh (0,1,0)                                                   | 4       | 1      | 1       |
| 5    | Đà Nẵng                              | Công nhân Quảng Nam – Đà Nẵng (1,3,0) Đà Nẵng (0,1,0) SHB Đà Nẵng (2,1,2)                            | 3       | 5      | 2       |
| 6    | Sông Lam Nghệ An                     | | 3       | 3      | 3       |
| 7    | Nam Định                             | Công nghiệp Hà Nam Ninh (1,0,0) Nam Định (0,1,1) Sông Đà Nam Định (0,1,0) Thép Xanh Nam Định (2,0,0) | 3       | 2      | 1       |
| 8    | Long An                              | Gạch Đồng Tâm Long An (2,1,1) Đồng Tâm Long An (0,2,0)                                               | 2       | 3      | 1       |
| 9    | Công an Hà Nội                       | | 2       | 1      | 4       |
| 10   | Hoàng Anh Gia Lai                    | | 2       | 0      | 2       |
| 11   | Đồng Tháp                            | Đồng Tháp (2,0,0) Tập đoàn Cao su Đồng Tháp (0,0,1)                                                  | 2       | 0      | 1       |
| 12   | Công an Thành phố Hồ Chí Minh        | Công an Thành phố Hồ Chí Minh (1,3,1) Ngân hàng Đông Á (0,0,1)                                       | 1       | 3      | 2       |
| 13   | Hải quan                             | | 1       | 1      | 2       |
| 14   | Hà Nội (1956)                        | Tổng cục Đường sắt (1,0,0)                                                                           | 1       | 0      | 0       |
| 14   | Quảng Nam                            | | 1       | 0      | 0       |
| 16   | Hải Phòng                            | Công an Hải Phòng (0,1,1) Xi măng Hải Phòng (0,1,1) Hải Phòng (0,2,0)                                | 0       | 4      | 2       |
| 17   | Thanh Hóa                            | Thanh Hóa (0,0,1) FLC Thanh Hóa (0,2,1)                                                              | 0       | 2      | 2       |
| 18   | Bình Định                            | PISICO Bình Định (0,0,1) TopenLand Bình Định (0,0,1) MerryLand Quy Nhơn Bình Định (0,1,0)            | 0       | 1      | 2       |
| 19   | Sở Công nghiệp Thành phố Hồ Chí Minh | | 0       | 1      | 1       |
| 20   | Huế                                  | | 0       | 1      | 0       |
| 20   | Quân khu Thủ đô                      | | 0       | 1      | 0       |
| 22   | An Giang                             | | 0       | 0      | 2       |
| 23   | Cảng Hải Phòng                       | | 0       | 0      | 1       |
| 23   | Khánh Hòa                            | Sanna Khánh Hòa Biển Việt Nam (0,0,1)                                                                | 0       | 0      | 1       |
| 23   | Lâm Đồng                             | | 0       | 0      | 1       |
| 23   | Quảng Ninh                           | Than Quảng Ninh (0,0,1)                                                                              | 0       | 0      | 1       |
| 23   | Sài Gòn                              | | 0       | 0      | 1       |
| 23   | Sài Gòn Xuân Thành                   | | 0       | 0      | 1       |

## Thống kê theo số danh hiệu
Đã có 15 câu lạc bộ từng giành được danh hiệu ở cấp độ cao nhất của bóng đá Việt Nam, 11 trong số đó đã từng đoạt ngôi vô địch ở kỷ nguyên V.League (2000–nay). Đội gần đây nhất được thêm vào danh sách này là Quảng Nam (nhà vô địch mùa giải 2017), trước đó là các đội Hà Nội (vô địch lần đầu tiên vào năm 2010 với phiên hiệu Hà Nội T&T) và Becamex Thành phố Hồ Chí Minh (vô địch lần đầu tiên vào năm 2007 với phiên hiệu Becamex Bình Dương).
Có 6 đội đã từng kết thúc mùa giải ở vị trí á quân mà chưa từng vô địch: Quân khu Thủ đô (1981–82), Sở Công nghiệp Thành phố Hồ Chí Minh (1985), Huế (1995), Hải Phòng (2016 và 2022), Thanh Hóa (2017 và 2018) và Bình Định (2023–24). Trong số này, Hải Phòng là đội tiến gần nhất đến chức vô địch quốc gia khi họ bằng điểm và bằng kết quả đối đầu với nhà vô địch mùa giải 2016 là Hà Nội T&T nhưng lại kém hơn về hiệu số bàn thắng bại.
| Hạng | Câu lạc bộ                    | Vô địch | Mùa giải vô địch                         |
| ---- | ----------------------------- | ------- | ---------------------------------------- |
| 1    | Hà Nội (2006)                 | 6       | 2010, 2013, 2016, 2018, 2019, 2022       |
| 1    | Thể Công                      | 6       | 1981–82, 1982–83, 1987, 1990, 1998, 2020 |
| 3    | Becamex Thành phố Hồ Chí Minh | 4       | 2007, 2008, 2014, 2015                   |
| 3    | Thành phố Hồ Chí Minh         | 4       | 1986, 1993–94, 1997, 2001–02             |
| 5    | Đà Nẵng                       | 3       | 1992, 2009, 2012                         |
| 5    | Sông Lam Nghệ An              | 3       | 1999–00, 2000–01, 2011                   |
| 5    | Nam Định                      | 3       | 1985, 2023–24, 2024–25                   |
| 8    | Long An                       | 2       | 2005, 2006                               |
| 8    | Công an Hà Nội                | 2       | 1984, 2023                               |
| 8    | Hoàng Anh Gia Lai             | 2       | 2003, 2004                               |
| 8    | Đồng Tháp                     | 2       | 1989, 1996                               |
| 12   | Công an Thành phố Hồ Chí Minh | 1       | 1995                                     |
| 12   | Hải quan                      | 1       | 1991                                     |
| 12   | Hà Nội (1956)                 | 1       | 1980                                     |
| 12   | Quảng Nam                     | 1       | 2017                                     |

### Theo khu vực
| Vùng                                               | Số lần vô địch                    | Số lần vô địch |
| Vùng                                               | Chi tiết                          | Tổng thể       |
| -------------------------------------------------- | --------------------------------- | -------------- |
| Đồng bằng sông Hồng                                | Hà Nội (2006) (6)                 | 18             |
| Đồng bằng sông Hồng                                | Thể Công (6)                      | 18             |
| Đồng bằng sông Hồng                                | Nam Định (3)                      | 18             |
| Đồng bằng sông Hồng                                | Công an Hà Nội (2)                | 18             |
| Đồng bằng sông Hồng                                | Hà Nội (1956) (1)                 | 18             |
| Đông Nam Bộ                                        | Becamex Thành phố Hồ Chí Minh (4) | 12             |
| Đông Nam Bộ                                        | Thành phố Hồ Chí Minh (4)         | 12             |
| Đông Nam Bộ                                        | Long An (2)                       | 12             |
| Đông Nam Bộ                                        | Công an Thành phố Hồ Chí Minh (1) | 12             |
| Đông Nam Bộ                                        | Hải quan (1)                      | 12             |
| Nam Trung Bộ (Duyên hải Nam Trung Bộ & Tây Nguyên) | Đà Nẵng (3)                       | 6              |
| Nam Trung Bộ (Duyên hải Nam Trung Bộ & Tây Nguyên) | Hoàng Anh Gia Lai (2)             | 6              |
| Nam Trung Bộ (Duyên hải Nam Trung Bộ & Tây Nguyên) | Quảng Nam (1)                     | 6              |
| Bắc Trung Bộ                                       | Sông Lam Nghệ An (3)              | 3              |
| Đồng bằng sông Cửu Long                            | Đồng Tháp (2)                     | 2              |
| Tây Bắc Bộ                                         |                                   | 0              |
| Đông Bắc Bộ                                        |                                   | 0              |

### Theo địa phương
| Tỉnh/Thành phố        | Số lần vô địch                    | Số lần vô địch |
| Tỉnh/Thành phố        | Chi tiết                          | Tổng thể       |
| --------------------- | --------------------------------- | -------------- |
| Hà Nội                | Hà Nội (2006) (6)                 | 15             |
| Hà Nội                | Thể Công (6)                      | 15             |
| Hà Nội                | Công an Hà Nội (2)                | 15             |
| Hà Nội                | Hà Nội (1956) (1)                 | 15             |
| Thành phố Hồ Chí Minh | Becamex Thành phố Hồ Chí Minh (4) | 10             |
| Thành phố Hồ Chí Minh | Thành phố Hồ Chí Minh (4)         | 10             |
| Thành phố Hồ Chí Minh | Công an Thành phố Hồ Chí Minh (1) | 10             |
| Thành phố Hồ Chí Minh | Hải quan (1)                      | 10             |
| Đà Nẵng               | Đà Nẵng (3)                       | 4              |
| Đà Nẵng               | Quảng Nam (1)                     | 4              |
| Ninh Bình             | Nam Định (3)                      | 3              |
| Nghệ An               | Sông Lam Nghệ An (3)              | 3              |
| Tây Ninh              | Long An (2)                       | 2              |
| Gia Lai               | Hoàng Anh Gia Lai (2)             | 2              |
| Đồng Tháp             | Đồng Tháp (2)                     | 2              |